# Vallendar

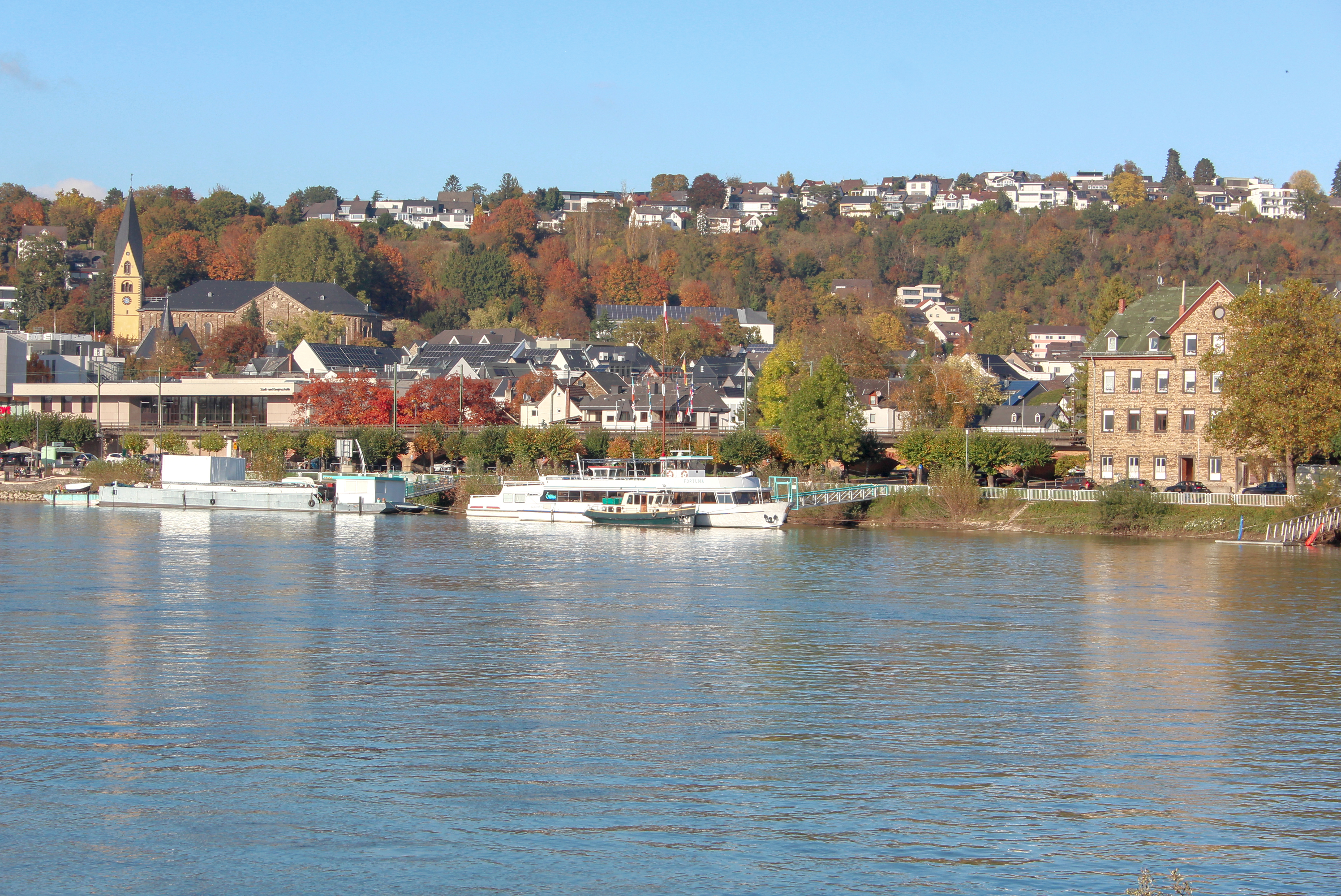
Stadt Vallendar

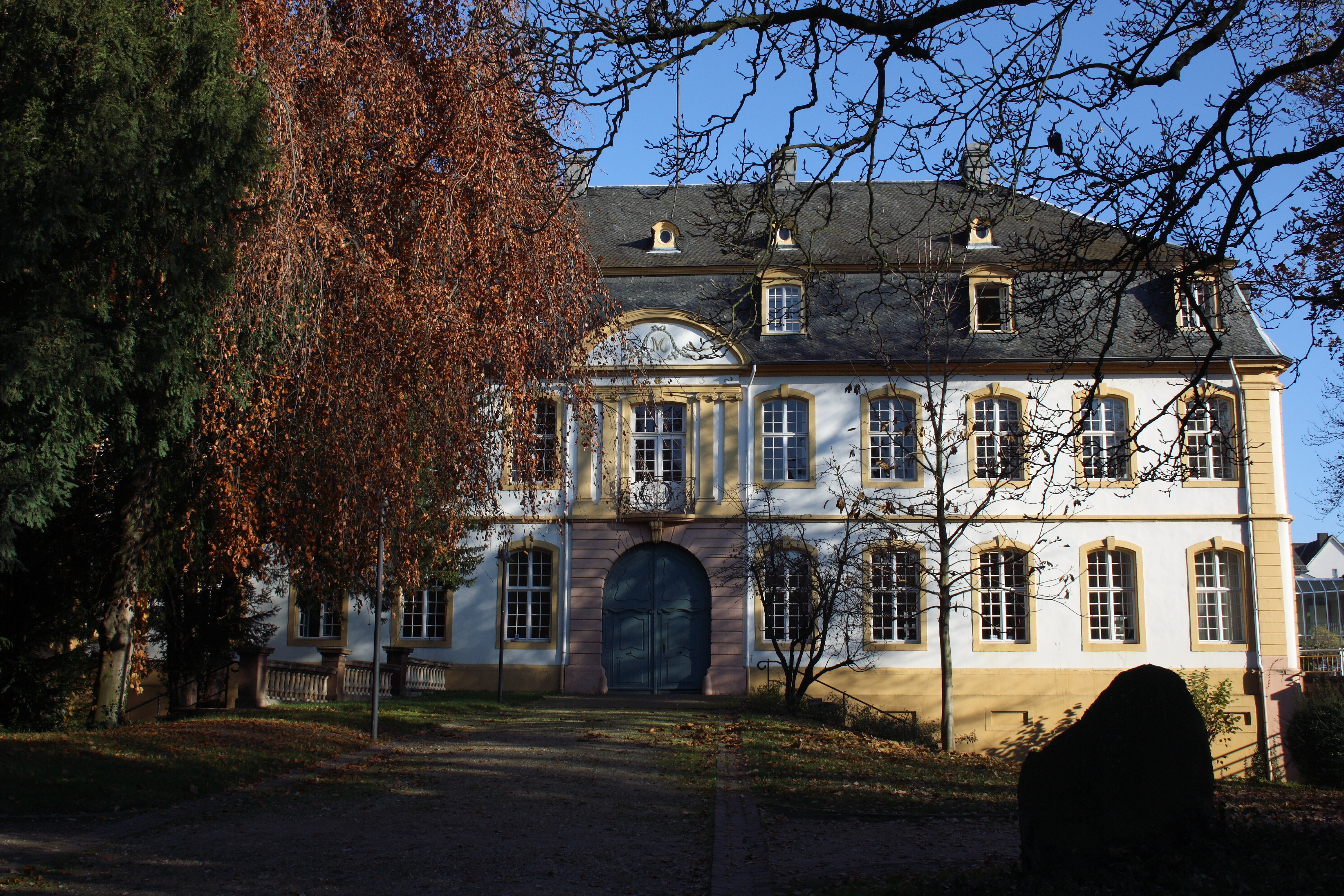
Die Marienburg

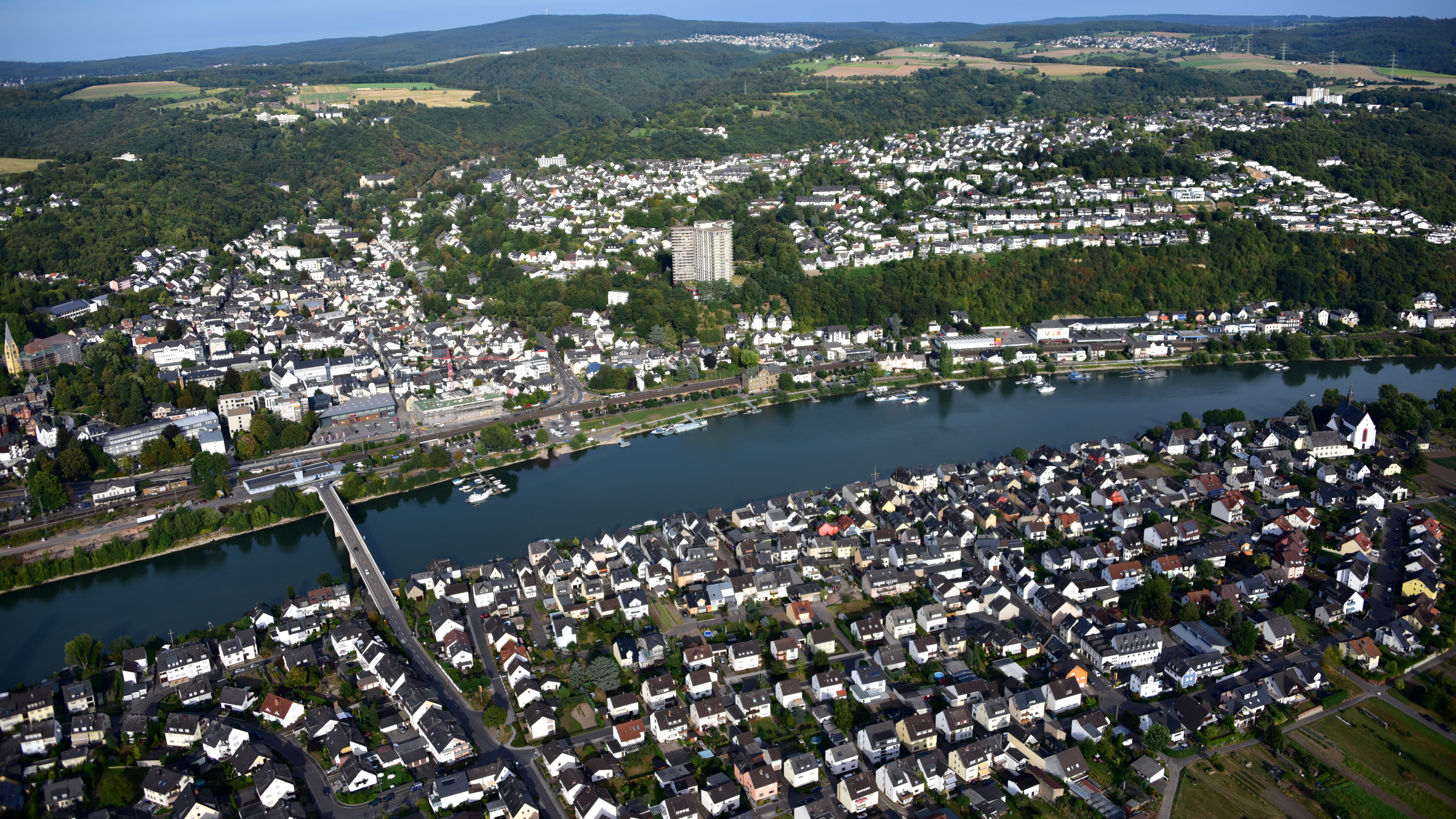
Vallendar, Luftaufnahme (2016)

Die Stadt Vallendar ['fa.lɛn.ˌdaːɐ̯] ist ein Mittelzentrum im Landkreis Mayen-Koblenz in Rheinland-Pfalz. Sie ist Verwaltungssitz der Verbandsgemeinde Vallendar, der sie auch angehört.

## Geographie

### Geographische Lage
Die Siedlungsfläche der Stadt Vallendar breitet sich am rechten Ufer des Mittelrheins gegenüber der bewohnten Rheininsel Niederwerth aus, dort, wo mehrere Bachtäler des Westerwaldes auf das Rheintal stoßen. Die Stadt liegt 5,7 km nördlich von Koblenz und 12,3 km südlich von Neuwied im Neuwieder Becken, einem Teil des Mittelrheinischen Beckens. Im Osten steigen die Höhen des Westerwaldes auf, jenseits des Rheins im Westen die Höhen der Eifel. Die wichtigsten Gewässer im Stadtgebiet neben dem Rhein sind der Hillscheider Bach, einem Zufluss des Rheins, sowie dessen Nebenflüsse Ferbach und Feisternachtbach.

### Gemeindegliederung
Zu Vallendar gehören die Gemeindeteile (Wohnplätze) Aumühle, Bembermühle, Berg Schönstatt, Haus Schönfels, Kaiser-Friedrich-Höhe, Landhaus Hahn, Mallendar, Hof Mallendarerberg, Tannenhof und Wandhof.

## Geschichte
Die Lage in den Bachtälern ist der Ursprung des Namens, wobei die Silben „val“ und „ndar“ zu unterscheiden sind. Beide Silben besitzen indogermanische Wurzeln: „val“ bedeutet „fließend“, während „ndar“ auf „sumpfiges Gelände“ hinweist. Vallendar wird erstmals um 830/840 als Besitz der Erzbischöfe von Trier erwähnt, es wird jedoch angenommen, dass es keltischen Ursprungs und damit weitaus älter ist (700–600 v. Chr.).
Die Trierer Kurfürsten ließen ihren Besitz durch Vögte verwalten, die jedoch den Besitz immer mehr dem Zugriff der Kurfürsten entziehen konnten. So sind schließlich seit 1232 die Grafen von Sayn Landesherren und erbauen 1240 am Nordausgang von Vallendar eine Burg, auf deren Grundmauern heute das „Haus d’Ester“, die so genannte „Marienburg“ steht. Zusätzlich erhielt Vallendar zu dieser Zeit Stadtmauern. 1143 kam es zur Gründung des Schönstätter Klosters der Augustinerinnen, das 1567 wieder aufgelöst wurde.
1363 verpfändete Graf Salentin zu Sayn-Wittgenstein die Herrschaft an Kurtrier. Seit dem 14. Jahrhundert war somit der Erzbischof von Trier Mitinhaber der Herrschaft Vallendar. 1681 bzw. 1767 (endgültig) wurde Trier alleiniger Landesherr. Auf diese Territorialgeschichte verweist das Stadtwappen mit dem sayn’schen Löwen und dem kurtrierischen roten Kreuz.
1577 verkaufen Gerhard von Sayn, kurtrierischer Schultheiß zu Vallendar, und seine Ehefrau Walburga der Deutschordenskommende in Koblenz einen Hof auf dem Mallendarer Berg.
1803 gelangte der Ort an das Fürstentum Nassau-Weilburg, 1815 schließlich an das Königreich Preußen. Im 19. Jahrhundert entwickelte sich eine reiche Gewerbetätigkeit, die ein Grund dafür war, dass Vallendar am 2. November 1856 von König Friedrich Wilhelm IV. die Stadtrechte erhielt. Nach dem Ersten Weltkrieg war die Stadt 1919 Ziel einer Militäraktion der 23. US-Infanterie. Seit 1932 war Vallendar anerkannter Luft- und Kneippkurort. 1939 wurde die Gemeinde Mallendar eingemeindet. Ab 1954 bis in die 1970er Jahre entstanden zahlreiche neue Baugebiete. 1958 wurde die Brücke zwischen Vallendar und der Rheininsel Niederwerth eingeweiht. 1973 wurde das ortsbildprägende Hochhaus „Humboldthöhe“ fertiggestellt.
Heute wird das Bild Vallendars stark vom international bekannten Wallfahrtsort im Bezirk Schönstatt geprägt, wo sich die von Josef Kentenich 1914 in einem kleinen verfallenen Marienkapellchen gegründete Schönstatt-Bewegung mittlerweile zu einer regelrechten Wallfahrts-Stadt entwickelt hat. Das Gründungskapellchen gilt als berühmter Wallfahrtsort und ist mittlerweile von zahlreichen Bildungshäusern, Schwesternhäusern, weiteren Kapellchen und der großen Anbetungskirche umgeben.

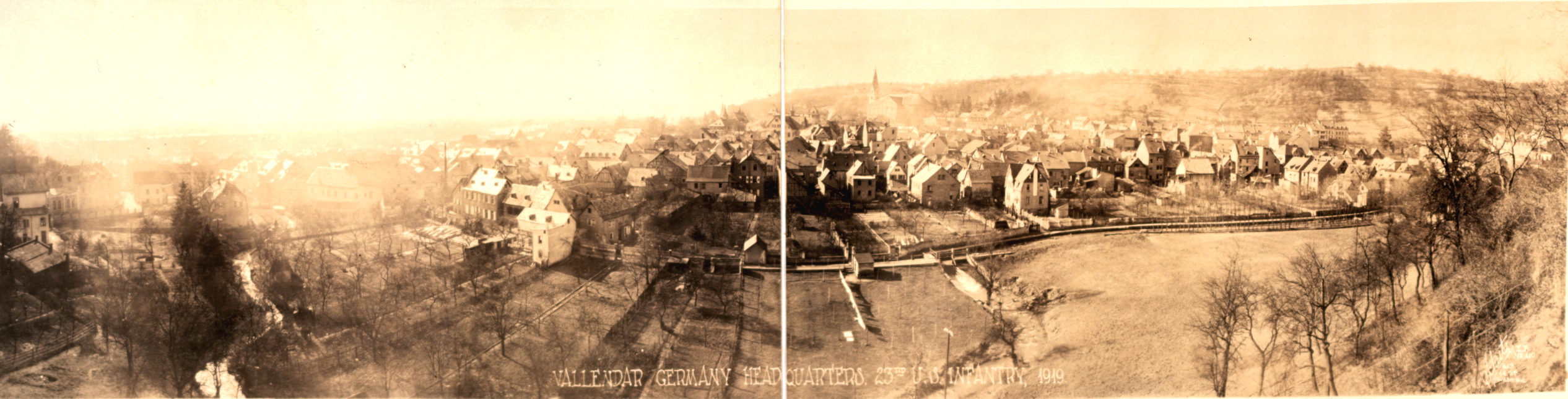
Panoramafoto von Vallendar 1919

### Einwohnerstatistik
Die Entwicklung der Einwohnerzahl von Vallendar bezogen auf das heutige Stadtgebiet, die Werte von 1871 bis 1987 beruhen auf Volkszählungen:
| Vallendar: Einwohnerzahlen von 1815 bis 2024 | Vallendar: Einwohnerzahlen von 1815 bis 2024 | Vallendar: Einwohnerzahlen von 1815 bis 2024 | Vallendar: Einwohnerzahlen von 1815 bis 2024 | Vallendar: Einwohnerzahlen von 1815 bis 2024 |
| -------------------------------------------- | -------------------------------------------- | -------------------------------------------- | -------------------------------------------- | -------------------------------------------- |
| Jahr                                         |                                              |                                              |                                              | Einwohner                                    |
| 1815                                         | 1815                                         |                                              | 2.544                                        | 2.544                                        |
| 1835                                         | 1835                                         |                                              | 3.310                                        | 3.310                                        |
| 1871                                         | 1871                                         |                                              | 3.864                                        | 3.864                                        |
| 1905                                         | 1905                                         |                                              | 4.778                                        | 4.778                                        |
| 1939                                         | 1939                                         |                                              | 5.647                                        | 5.647                                        |
| 1950                                         | 1950                                         |                                              | 6.808                                        | 6.808                                        |
| 1961                                         | 1961                                         |                                              | 6.867                                        | 6.867                                        |
| 1970                                         | 1970                                         |                                              | 7.322                                        | 7.322                                        |
| 1987                                         | 1987                                         |                                              | 9.490                                        | 9.490                                        |
| 1997                                         | 1997                                         |                                              | 9.371                                        | 9.371                                        |
| 2005                                         | 2005                                         |                                              | 8.763                                        | 8.763                                        |
| 2024                                         | 2024                                         |                                              | 9.062                                        | 9.062                                        |
|                                              |                                              |                                              |                                              |                                              |

### Konfessionsstatistik
Mit Stand 31. Dezember 2005 waren von den Einwohnern 60,7 % römisch-katholisch, 20,0 % evangelisch und 19,3 % waren konfessionslos oder gehörten einer anderen Glaubensgemeinschaft an. Der Anteil der evangelischen und katholischen Kirchenmitglieder an der Gesamtbevölkerung ist seitdem gesunken. Mit Stand 30. Juni 2025 waren von den Einwohnern 37,5 % katholisch, 14,1 % evangelisch und 48,4 % waren konfessionslos oder gehörten einer anderen Glaubensgemeinschaft an.

## Politik

### Stadtrat
Der Stadtrat in Vallendar besteht aus 24 Ratsmitgliedern, die bei der Kommunalwahl am 9. Juni 2024 in einer personalisierten Verhältniswahl gewählt wurden, und dem ehrenamtlichen Stadtbürgermeister als Vorsitzendem.
Die Sitzverteilung im Stadtrat:
| Wahl | SPD | CDU | Grüne | FDP | ULV | Gesamt   |
| ---- | --- | --- | ----- | --- | --- | -------- |
| 2024 | 7   | 7   | 3     | 2   | 5   | 24 Sitze |
| 2019 | 7   | 8   | 4     | 2   | 3   | 24 Sitze |
| 2014 | 8   | 12  | 1     | 1   | 2   | 24 Sitze |
| 2009 | 8   | 13  | –     | 2   | 1   | 24 Sitze |
| 2004 | 7   | 15  | –     | 2   | –   | 24 Sitze |

- ULV = Unabhängige Liste Vallendar e. V.

### Bürgermeister
Stadtbürgermeister von Vallendar ist Wolfgang Heitmann (SPD). Bei einer Stichwahl am 16. Juni 2019 setzte er sich mit einem Stimmenanteil von 62,13 % gegen den seit 2014 amtierenden Gerd Jung (CDU) durch, nachdem bei der Direktwahl am 26. Mai 2019 keiner der ursprünglich drei Bewerber die notwendige Mehrheit erreicht hatte. Die Amtseinführung Heitmanns fand im Rahmen einer Stadtratssitzung am 25. Juni 2019 statt. Bei der Direktwahl am 9. Juni 2024 wurde er mit 69,4 % der Stimmen ohne Gegenkandidat in seinem Amt bestätigt. Die Wahlbeteiligung lag bei 61 %.
Unterstützt wird der Stadtbürgermeister von drei ehrenamtlichen Beigeordneten, die vom Stadtrat gewählt werden.

### Wappen
| Wappen von Vallendar | Blasonierung: „Gespalten von Rot und Silber, vorne ein blaugezungter, hersehender, steigender, goldener Löwe, hinten ein durchgehendes rotes Balkenkreuz.“ |
| Wappen von Vallendar | Wappenbegründung: Der goldene Löwe ist der saynsche Löwe, das rote Kreuz das Trierer Kreuz (Kurtrier); beide Symbole weisen auf die ehemaligen Territorialherrschaften hin. Als Stadtwappen oft mit silberner, Zinnenmauerkrone mit drei wachsenden silbernen Zinnentürmen und silbernem, geschlossenem, mittigem Portal auf dem oberen Schildrand dargestellt. Genehmigt vom König von Preußen, Kaiser Wilhelm II., 1909. |

### Städtepartnerschaften
- Seit dem 4. Juli 1977 pflegt Vallendar eine Städtepartnerschaft mit der französischen Gemeinde Cercy-la-Tour (Burgund). Der Verein „Freundschaftskreis Vallendar – Cercy-la-Tour“ organisiert die jährlichen Freundschaftstage, die abwechselnd in Vallendar und in Cercy-la-Tour stattfinden.[15]

## Wirtschaft und Infrastruktur

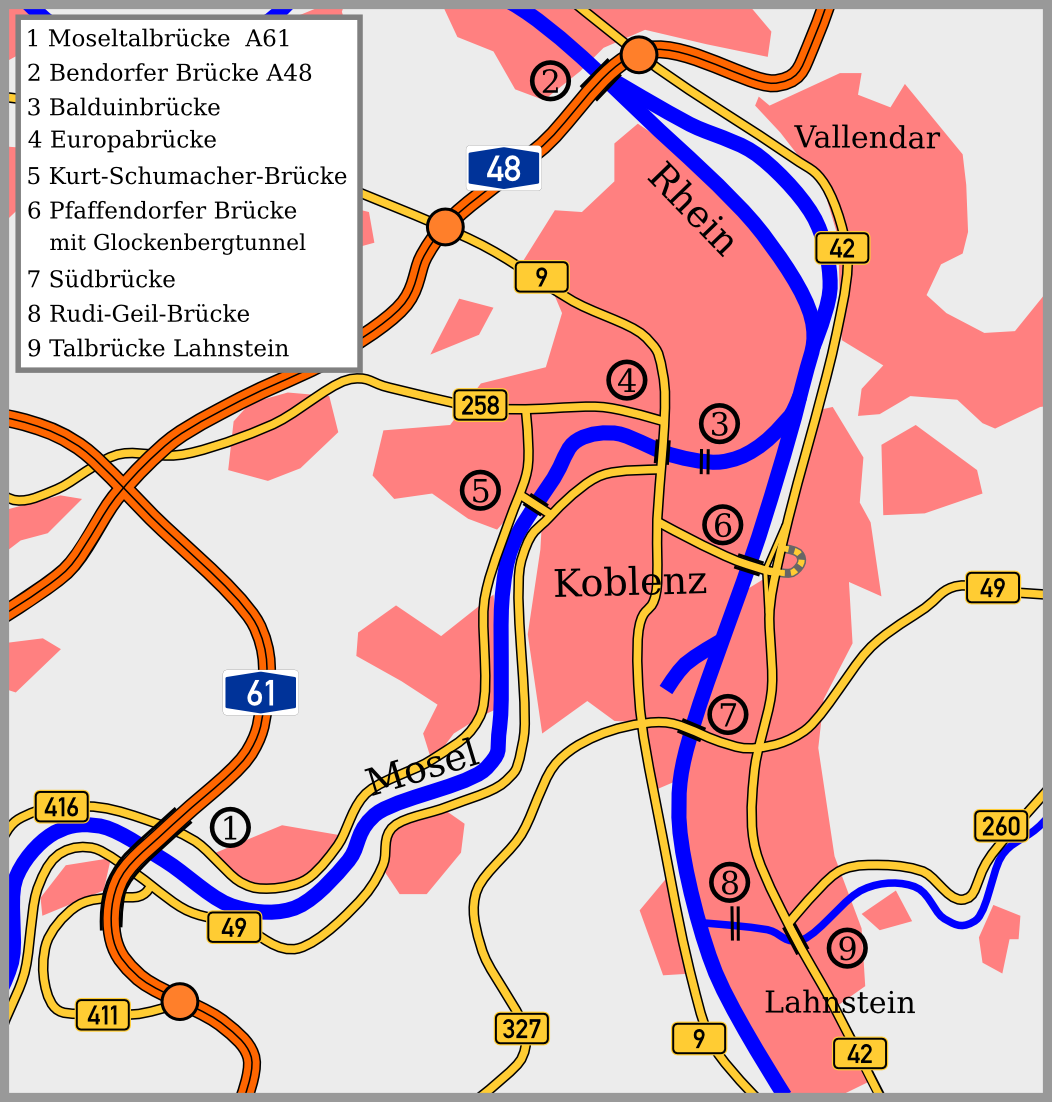
Straßenkarte Raum Koblenz

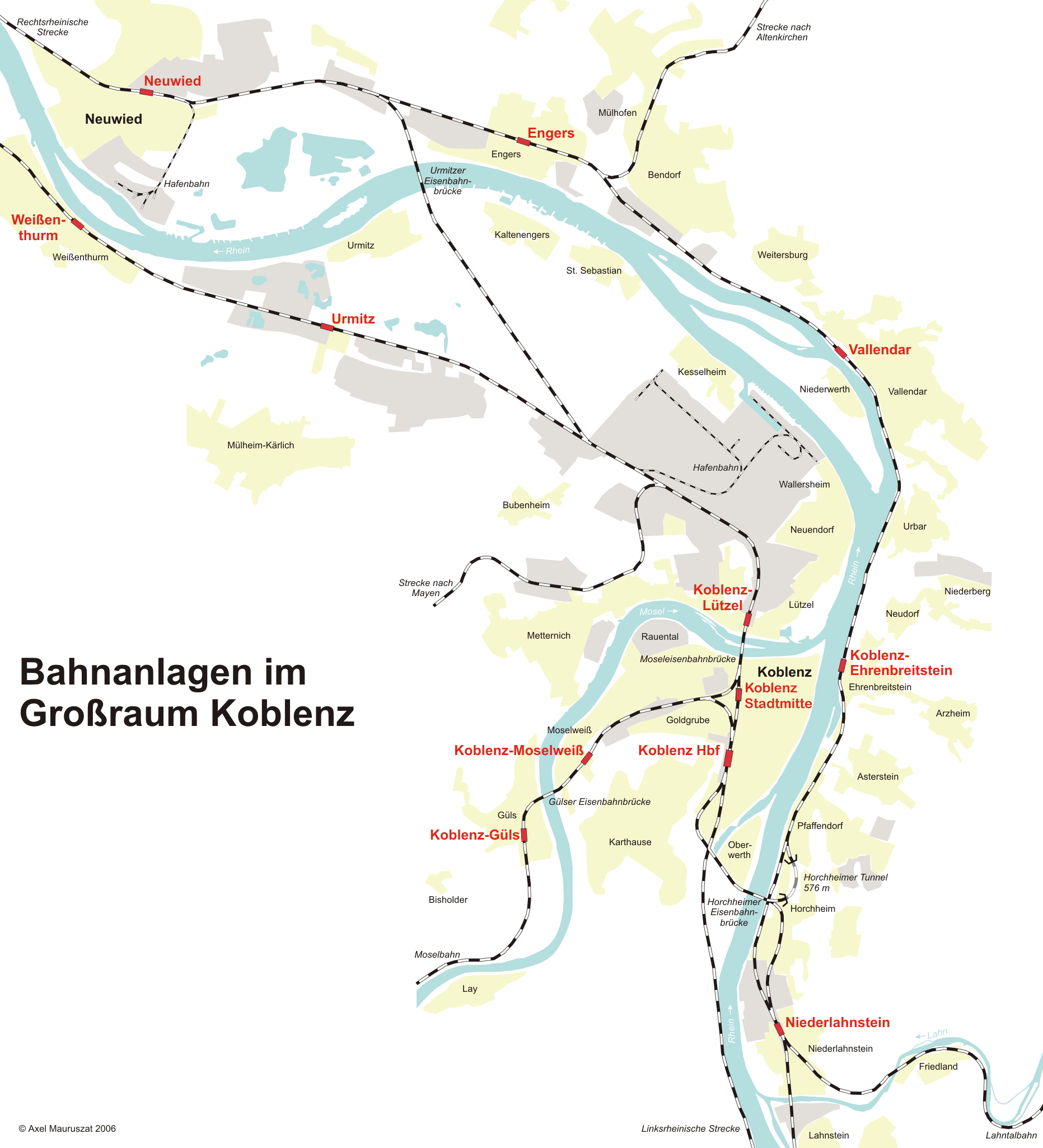
Karte der Bahnanlagen im Großraum Koblenz

### Unternehmen
- CPS-Datensysteme GmbH ist ein Domain-Registrar.
- Schneider + Partner ist ein Organisationsberatungsunternehmen.
- Vredestein hat hier seine Deutschland-Zentrale.[16]

### Bildung
- WHU – Otto Beisheim School of Management (ehemals: Wissenschaftliche Hochschule für Unternehmensführung), ist eine 1984 in Koblenz gegründete private Hochschule im Universitätsrang.
- Vinzenz Pallotti University, kirchlich und staatlich anerkannte wissenschaftliche Hochschule in freier Trägerschaft mit den beiden Fakultäten Theologie und Pflegewissenschaft
- Schönstätter Marienschule, staatlich anerkannte, private Mädchenschule
- Karl-D’Ester-Grundschule
- Konrad-Adenauer-Schule – Integrative Realschule plus

### Verkehr
Vallendar liegt an der B 42 und an der A 48, deren Ausfahrt Bendorf/Neuwied/Vallendar über die B 42 in den Ortskern führt.
Vallendar besitzt einen Bahnhof an der rechten Rheinstrecke. Hier verkehren die Züge der RB 27 zwischen Mönchengladbach und Koblenz täglich im Stundentakt.
| Linie | Verlauf | Takt   |
| ----- | --- | ------ |
| RB 27 | Rhein-Erft-Bahn: Mönchengladbach Hbf – Rheydt Hbf – Rheydt-Odenkirchen – Hochneukirch – Jüchen – Grevenbroich – Rommerskirchen – Stommeln – Pulheim – Köln-Ehrenfeld – Köln Hbf – Köln Messe/Deutz – Köln/Bonn Flughafen – Troisdorf – Friedrich-Wilhelms-Hütte – Menden (Rheinl) – Bonn-Beuel – Bonn-Oberkassel – Niederdollendorf – Königswinter – Rhöndorf – Bad Honnef (Rhein) – Unkel – Erpel (Rhein) – Linz (Rhein) – Leubsdorf (Rhein) – Bad Hönningen – Rheinbrohl – Leutesdorf (Rhein) – Neuwied – Engers – Vallendar – Koblenz-Ehrenbreitstein – Koblenz Hbf Stand: Fahrplanwechsel Dezember 2023 | 60 min |

Verschiedene Buslinien des Verkehrsverbund Rhein-Mosel (VRM) verbinden Vallendar mit seinen Stadtteilen, sowie dem Westerwald, Höhr-Grenzhausen, Bendorf, Weitersburg, Urbar (bei Koblenz), Niederwerth, Koblenz und mit einigen Koblenzer Stadtteilen.

## Sehenswürdigkeiten
- Katholische Pfarrkirche St. Marzellinus und St. Petrus (1837–1841 von dem Koblenzer Architekten Johann Claudius von Lassaulx errichtet)
- Evangelische Lukas-Kirche, 1884–1885 von dem Wiesbadener Architekten Friedrich Lang, typischer evangelischer Kirchenbau des 19. Jahrhunderts nach den Baurichtlinien des sog. Eisenacher Regulativs
- Ehemaliges St.-Josef-Krankenhaus, 1856–1859 von dem Kölner Architekten Vincenz Statz
- Wiltberger Hof, 1695–1698 für Freiherr Emmerich Ernst von Wiltberg errichtet
- Ehemalige Schule (heute Rathaus) in der Eulerstraße, 1844–1845 von dem Koblenzer Landbauinspektor Ferdinand Nebel
- Haus d’Ester, sog. Marienburg (ehemaliger Sitz der Lederfabrikantenfamilie d’Ester, 1773 von Nikolaus Lauxen) mit stuckiertem Balkonzimmer; heute Sitz der WHU – Otto Beisheim School of Management

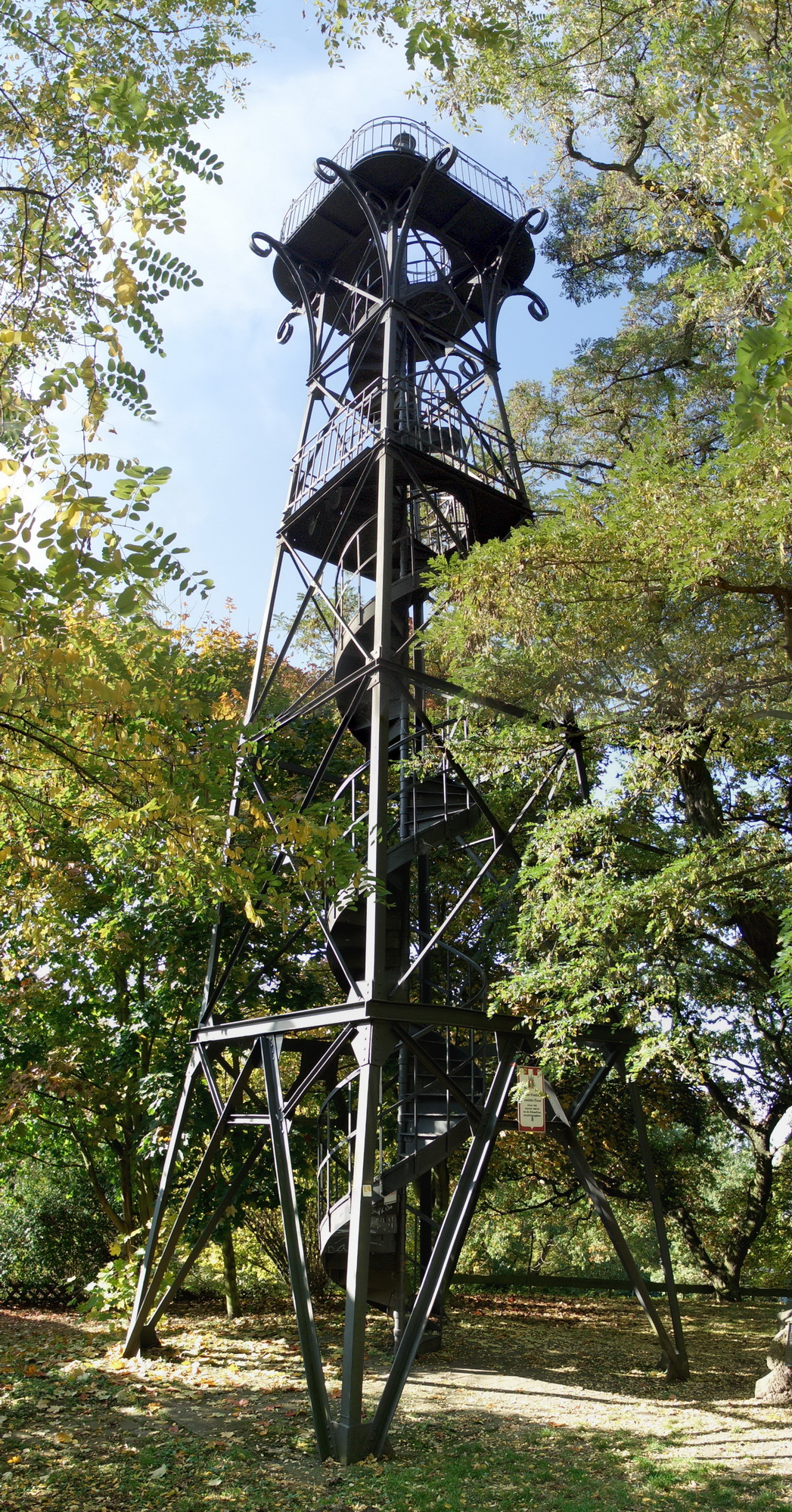
Kaiser-Friedrich-Turm in Vallendar

- Marienburg-Kapelle, 1897–1898 von Josef Kleesattel, Düsseldorf, mit bemerkenswerter Ausmalung von 1926 durch Bruder Notker Becker OSB, im sog. Laacher Stil in der Tradition der Beuroner Kunstschule
- Fachwerkbauten aus dem 17. Jahrhundert
- Romanischer Turm der ehemaligen Klosterkirche Schönstatt (13. Jahrh.)
- Katholische Anbetungskirche zur heiligen Dreifaltigkeit auf Berg Schönstatt, 1968 geweiht, von Alexander Freiherr von Branca (München)
- Pater-Kentenich-Haus auf Berg Schönstatt (1985), von Alexander Freiherr von Branca (München)
- Kaiser-Friedrich-Turm
- Vallendarer Plattpopo, ein Brunnen, der als Baudenkmal in der Hellenstraße steht
- Pilgerkirche in Schönstatt, für zahlreiche Besucher aus dem In- und Ausland, die zum Wallfahrtsort Schönstatt pilgern

Siehe auch:
- Liste der Kulturdenkmäler in Vallendar
- Liste von Sakralbauten in Vallendar

## Sport
Vallendar ist Heimat des 1878 gegründeten TV Vallendar, der neben Turnen Gesundheitssport, Basketball und Volleyball anbietet. Zahlreiche Deutsche Meister sind aus dem Turnverein Vallendar hervorgegangen. Außerdem gibt es seit 2010 den HV Vallendar, der in der Handball-Oberliga spielt und zuvor die Handballabteilung des TVV ausmachte. Der in Vallendar ansässige 1. SC Mayen-Koblenz spielt seit 2016 in der 1. Snooker-Bundesliga.
Im Bereich Fußball existiert der SC Grün-Weiss Vallendar, der 1908 gegründet wurde. Die Seniorenabteilung besteht aus drei Mannschaften. Die 1. Seniorenmannschaft spielt in der Kreisklasse A in Kreis Koblenz, die 2. Seniorenmannschaft in der Kreisklasse D Kreis Koblenz und die „Alten Herren“ nehmen nur sporadisch an Freundschaftsspielen teil.

## Trivia
Ein Ort namens „Vallendar“ ist ein Schauplatz im Computerspiel Call of Duty 2. Dieser fiktive Ort liegt am Rhein. Aufgabe des Spielers ist es, zurückweichende deutsche Soldaten im Zweiten Weltkrieg zu besiegen. Außer der Lage an einem Fluss hat die dargestellte Stadt keinerlei Ähnlichkeiten mit dem realen Ort.

## Persönlichkeiten
Folgende Personen wurden in Vallendar geboren:
- Johann Matthias von Eyss (1669–1729), Weihbischof in Trier
- Godehard Braun (1798–1861), Moraltheologe und Weihbischof in Trier
- Theodor von Zwehl (1800–1875), bayrischer Politiker
- Johann Baptist Kraus (1805–1893), Pfarrer und Gründer des Wallfahrtsorts Arenberg
- Carl d’Ester (1813–1859). Arzt und Revolutionär 1848/49; Mitglied der Preußischen Nationalversammlung
- Moritz Wilhelm von Löwenfels (1819–1902), Journalist und Privatgelehrter
- Rosa Flesch (1826–1906), Ordensgründerin, Selige der römisch-katholischen Kirche
- Alexander Kläsener (1826–1912), Kirchenmaler
- Hermann Joseph Bender (1835–1901), Stadtverordneter und Reichstagsabgeordneter von 1878 bis 1901
- Medard Hartrath (1858–1928), Reichstagsabgeordneter von 1912 bis 1918
- Peter Itschert (1860–1939), Landgerichtsdirektor, Reichstags- und Landtagsabgeordneter
- Josef Kindshoven (1873–1951), Gartenbaulehrer in Bamberg und Fachautor für Obst- und Gartenbau
- Franz Bender (1884–1983), Verwaltungsbeamter, Landrat von Wittlich
- Simon Groener (1884–1950), Landrat von Warendorf
- Hermann Mäckler (1910–1985), Architekt
- Oscar Wilson (1910–1987), Verwaltungsjurist, Bevollmächtigter des Landes Schleswig-Holstein beim Bund
- Werner Doetsch (1926–1992), Jurist und Verbandsfunktionär
- Bernhard R. Kroener (* 1948), Militärhistoriker
- Uta Klein (1958–2019), Soziologin und Professorin für Soziologie
- Gerd Steinebach (* 1962), Mathematiker und Professor

Folgende Personen wirkten bzw. wirken in Vallendar:
- Josef Kentenich (1885–1968), Gründer der internationalen Schönstatt-Bewegung
- Emilie Engel (1893–1955), Marienschwester, Seligsprechungsprozess ist im Gange
- Gerhard Henschel (* 1962), Schriftsteller; wuchs in Vallendar auf und verarbeitete seine Erlebnisse hier in dem Werk Kindheitsroman
- Adolf T. Schneider (* 1961), deutsch-amerikanischer Unternehmer, Reservestabsoffizier (Oberst) und Heimatforscher.
- Oliver Samwer (* 1972), Gründer von Rocket Internet, Aufbau von Zalando, Jamba, Groupon und eBay-Deutschland (Alando)